# Silvia (Cauca)
Silvia es un municipio colombiano ubicado en el departamento de Cauca. Se sitúa sobre un valle interandino (2620 metros sobre el nivel del mar) en la cordillera central de Colombia. Está conformado por seis resguardos indígenas: Ambaló, Guambía (Guambianos), Kisgo, Pitayó, Quichaya y Tumburao. La cabecera municipal está ubicada entre el río Piendamó y la Quebrada Manchay, a una distancia de 59 kilómetros de Popayán, la capital del Departamento.
La población de Silvia se estima en 35.000 habitantes. Las principales actividades económicas son la ganadería tradicional, la agricultura y el turismo. .

## Historia

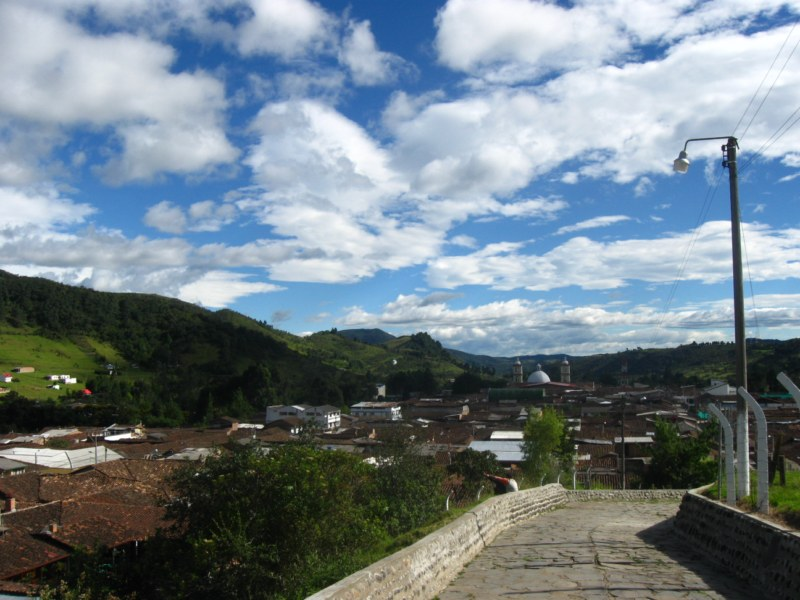
Pueblo de Silvia

Se ubica en tierras adjudicadas el 23 de octubre de 1562 a Francisco Belalcazar, hijo del conquistador Sebastián de Belalcazar, y fue conservada por sus descendientes hasta el 31 de julio de 1581, fecha en que lo vendieron a José Antonio Concha.
El pueblo fue fundado a tres kilómetros de donde se encuentra actualmente la cabecera municipal, en un lugar llamado Las Tapias, y Juan de Tuesta y Salazar construyó un fuerte militar.
En tiempos del gobernador Antonio Nieto (1798) se produjo el traslado definitivo al lugar en que hoy se encuentra, alrededor del templo parroquial. Entonces tenía 400 habitantes. 
En el año de 1808 se elige como primer alcalde del pueblo a Lino Hurtado y hacia 1838 se cambia el nombre indígena por el actual, Silvia.
En 1969 se elige el escudo, la bandera y el himno por el concejo municipal.

## División Político-Administrativa
Además de su Cabecera municipal. Silvia tiene bajo su jurisdicción los siguientes Centros poblados:
- Pitayo
- Quichayá
- Usenda

## Galería

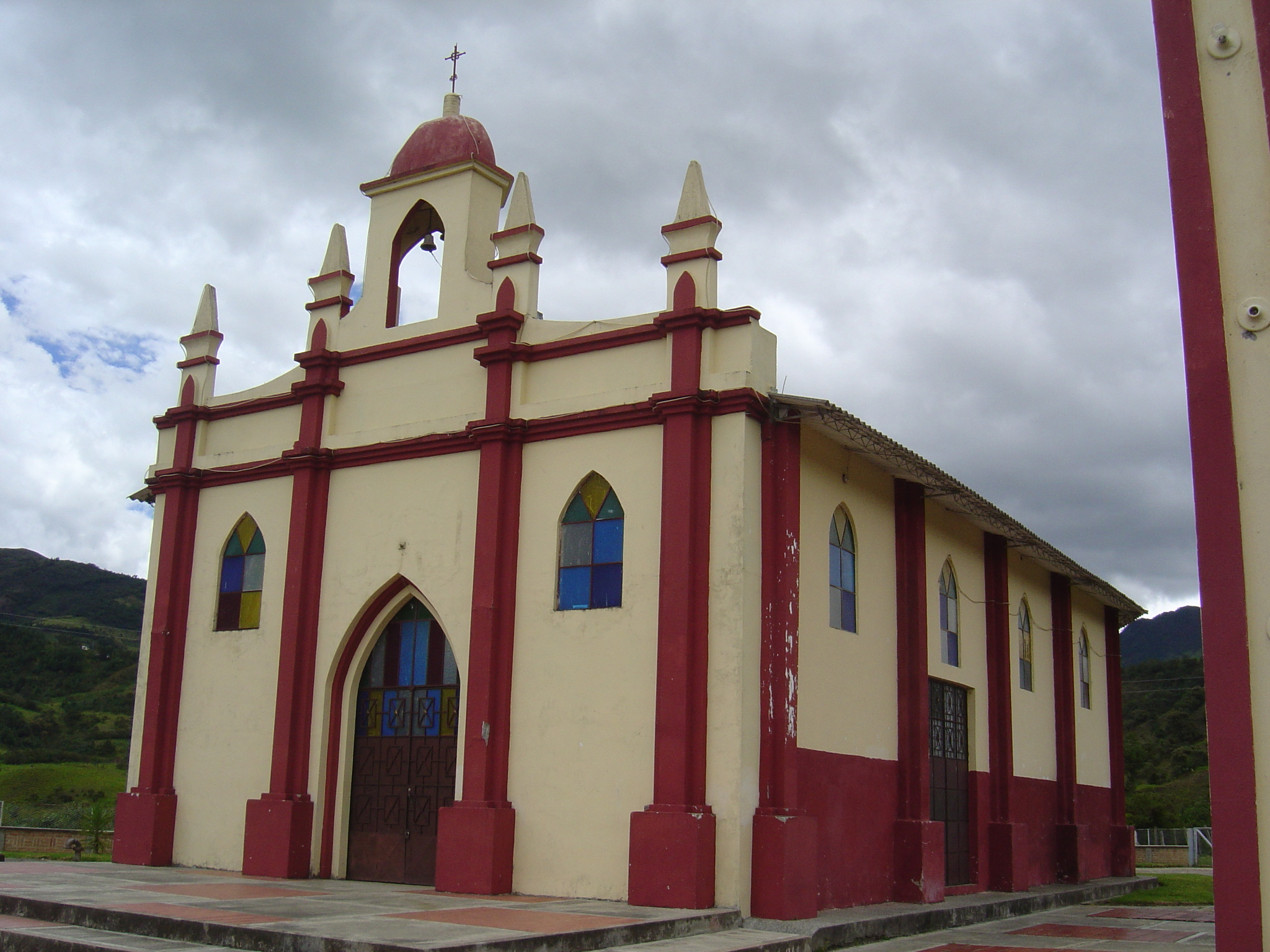
Capilla de Belén (Silvia)
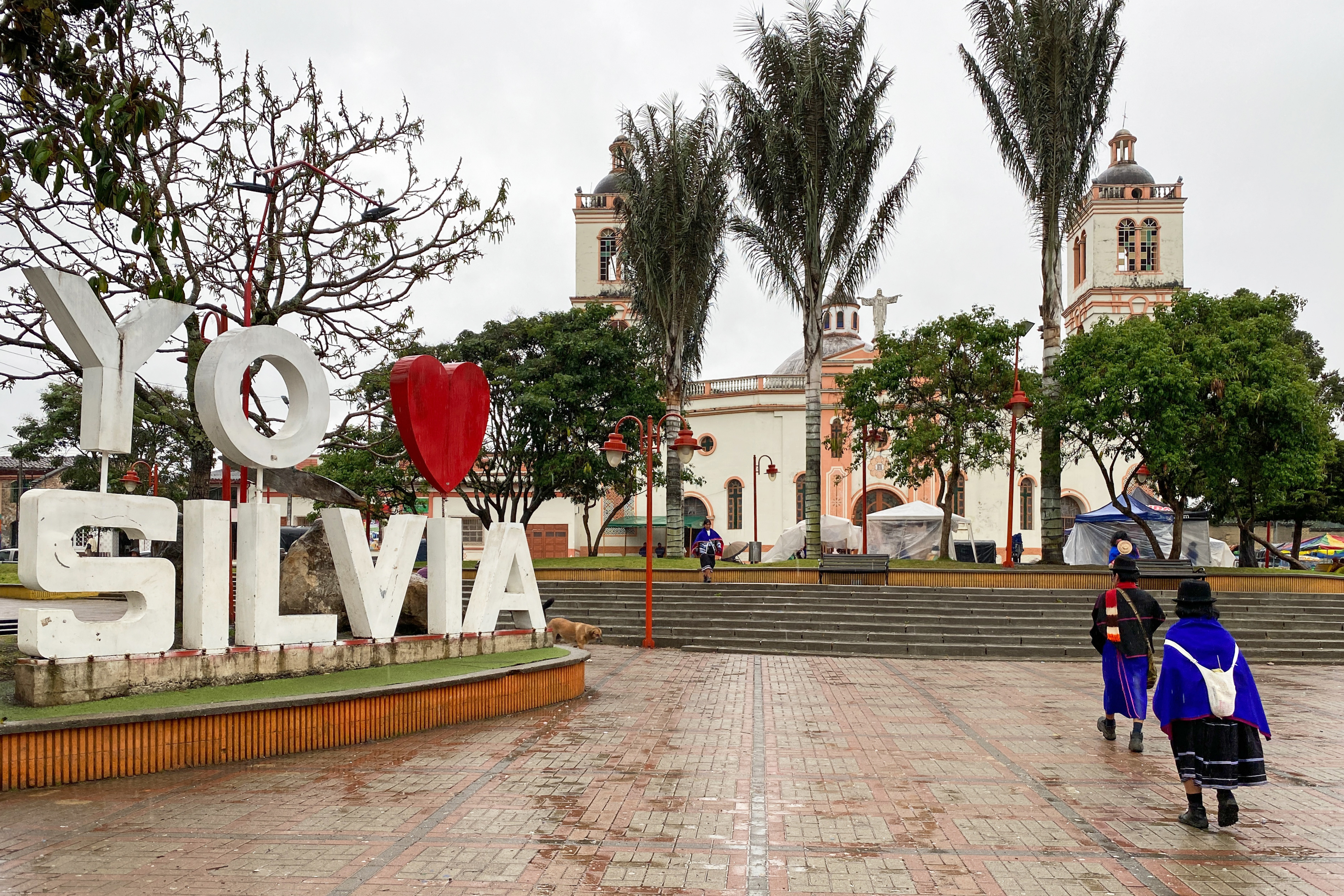
Parque principal
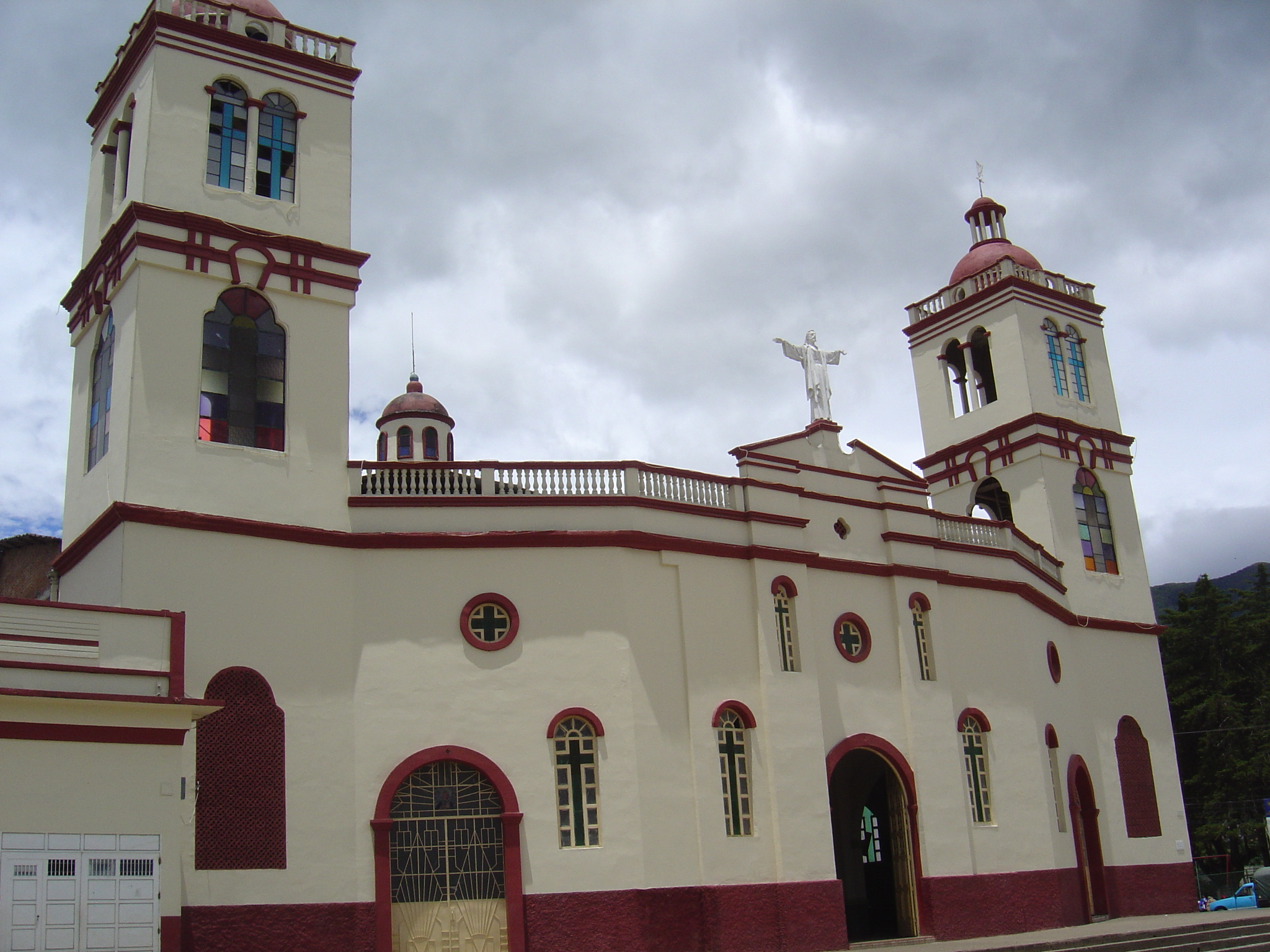
Parroquia Nuestra Señora de Chiquinquirá
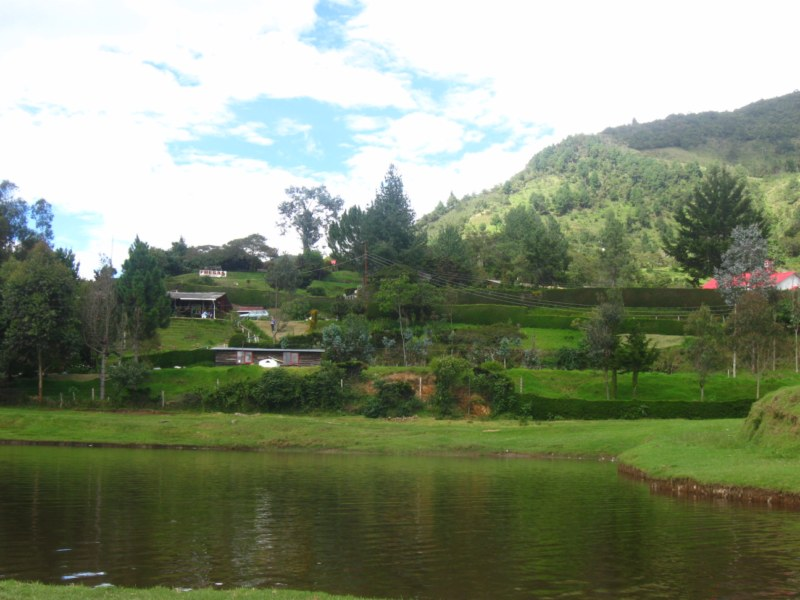
Lago Chiman
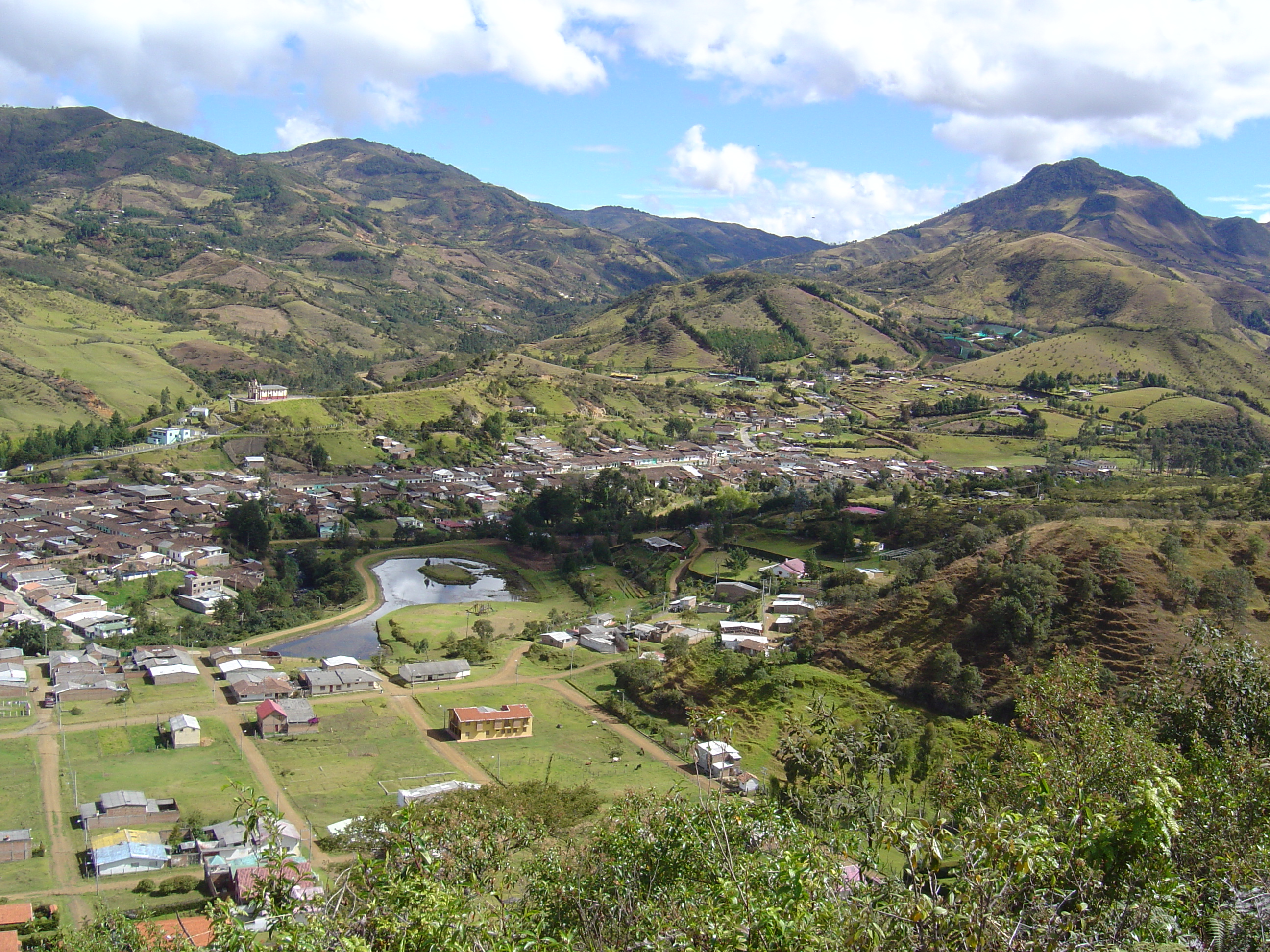
Vista panorámica de Silvia

## Servicios públicos
- Energía Eléctrica: Compañía Energética de Occidente, es la empresa prestadora del servicio de energía eléctrica.
- Gas Natural: Alcanos de Colombia, es la empresa distribuidora y comercializadora de gas natural en el municipio.